# トム・コリンズ
トム・コリンズ (Tom Collins) は、ジンベースのカクテルの一種で、冷たいタイプのロングドリンクである。

## 由来
19世紀半ば、イギリス・ロンドンのコンデュイット・ストリートにあった「リマーズ・コーナー」のバーテンダー・ジョン・コリンズがオランダ・ジン（イェネーバ、ジュネヴァ・ジン）を用いて作った「ジョン・コリンズ」というカクテルが元祖である。
ベースとなるジンをイェネーバからイギリス産のオールド・トム・ジンに替えてから、「トム・コリンズ」と呼ばれるようになった。
1960年代にオールド・トム・ジンが終売になった以降は、ドライ・ジン（ロンドン・ジン）をベースとして作るのが一般的である。

## 標準的なレシピ
- オールド・トム・ジン - 60 ml
- レモンジュース - 15〜20 ml
- 砂糖 - 2tsp
- 炭酸水 - 適量
- レモン・スライス
- マラスキーノ・チェリー

### 作り方
1. シェイカーにジン、レモンジュース、砂糖と氷を入れ、シェイクする。
2. 上記を氷を入れたコリンズ・グラス（通常のロングドリンクに使われるのは8オンスタンブラーだが、10オンス〜14オンス入る、より背が高く細長いグラス）に注ぎ、炭酸水を加え、軽くステアする。
3. カクテルピックに刺したレモン・スライスとマラスキーノ・チェリーを飾る。

### 備考
現在ではオールド・トム・ジンの代わりにドライ・ジンを使うことが多い。このため、「ジン・フィズ」と材料や作り方はほとんど同じとなった（使うグラス（コリンズグラス）や飾りのフルーツが違う）。

## バリエーション
ジョン・コリンズ
ジンをウイスキーに替えたもの。
カーネル・コリンズ(Colonel Collins)
ジンをバーボン・ウィスキーに替えたもの。
サンデイ・コリンズ(Sandy Collins)
ジンをスコッチ・ウィスキーに替えたもの。
マイケル・コリンズ(Michael Collins)。
ジンをアイリッシュ・ウィスキーに替えたもの。マイク・コリンズ(Mike Collins)と呼ばれることもある。
キャプテン・コリンズ(Captain Collins)
ジンをカナディアン・ウイスキーに替えたもの。
ペドロ・コリンズ(Pedro Collins)
ジンをラム酒（ダーク・ラム）に替えたもの。ラム・コリンズと呼ばれることもある。
ピエール・コリンズ(Pierre Collins)
ジンをコニャックに替えたもの。
ジョー・コリンズ(Joe Collins)
ジンをウォッカに替えたもの。ウォッカ・コリンズと呼ばれることもある。
ルーベン・コリンズ(Ruben Collins)
ジンをテキーラに替えたもの。ペピート・コリンズ(Pepito Collins)、ホセ・コリンズ(José Collins)と呼ばれることもある。
ジャック・コリンズ(Jack Collins)
ジンをアップルジャックに替えたもの。